# Searsia blanda
Searsia blanda är en sumakväxtart som först beskrevs av Robert Desmond Meikle, och fick sitt nu gällande namn av Moffett. Searsia blanda ingår i släktet Searsia och familjen sumakväxter. Utöver nominatformen finns också underarten S. b. exelliana.